# 반질황금두더지
반질황금두더지(Chrysochloris zyli)는 황금두더지과에 속하는 포유류의 일종이다. 남아프리카공화국 웨스턴케이프주의 토착종이다. 서식지 감소때문에 멸종 위기종으로 분류하고 있다. 황금두더지는 대부분 땅 아래에서 생활하는 고대 포유류 집단의 하나이다. 윤기가 흐르는 촘촘한 털로 덮혀 있고, 몸은 유선형으로 형태가 일정치 않다. 눈이나 귀는 겉에서 보이지 않는다. 사실, 시력을 잃은 작은 눈을 갖고 있으며 털로 덮혀 있다. 귀는 작고, 털로 덮혀 가려진다.